# Nikita Nikolayevich
Nikita Nikolayevich (tiếng Belarus: Мікіта Нікалаевіч; tiếng Nga: Никита Николаевич; sinh 11 tháng 9 năm 1997) là một cầu thủ bóng đá Belarus. Tính đến năm 2017, anh thi đấu cho Minsk.